# Ватерполо на Летњим олимпијским играма 1984.
Деветнаести ватерполо турнир на олимпијским играма је одржан 1984. у Лос Анђелесу, САД. За олимпијски турнир се пријавила укупно 12 репрезентација, са укупно 146 играча. Победник турнира и олимпијски шампион по други пут је постала репрезентација Југославије, друга је била репрезентација САД а на треће место се пласирала репрезентација Западне Немачке.
У прелиминарној фази дванаест екипа је било подељено у три групе. Тимови из сваке групе који су заузели прва два места су се квалификовали у групу за позиције од 1 до 6 места а тимови са трећег и четвртог места из сваке прелиминарне групе су се квалификовали у утешну групу која се борила за позиције од 7 до 12 места. Репрезентације које су се пласирале на првих осам места су се аутоматски квалификовале за ФИНА Светски куп у ватерполу за мушкарце који се одржао 1985. године у Дуизбургу, Немачка.
Олимпијски ватерполо турнир је био одржан у периоду од 1. до 10. августа у спортском комплексу Raleigh Runnels Memorial Pooly. Ватерполо турнир, на коме је одиграно укупно 48 утакмица, посматрало је 118.247 гледалаца.
Олимпијски турнир је био погођен неучествовањем дела земаља, олимпијских чланица, које су бојкотовале ове Олимпијске игре. Турнир у ватерполу је био доста окрњен неучествовањем земаља припадница Варшавског уговора и још неких социјалистичких земаља (од јачих репрезентација нису учествовале представници Совјетског Савеза, Мађарске и Кубе).

## Медаље
| Добитници медаља у ватерполу на Летњим олимпијским играма одржаним 1984. године у Лос Анђелесу.                                                                                           | Добитници медаља у ватерполу на Летњим олимпијским играма одржаним 1984. године у Лос Анђелесу.                                                                         | Добитници медаља у ватерполу на Летњим олимпијским играма одржаним 1984. године у Лос Анђелесу.                                                           | Добитници медаља у ватерполу на Летњим олимпијским играма одржаним 1984. године у Лос Анђелесу. |
| --- | --- | --- | ----------------------------------------------------------------------------------------------- |
| Злато | Сребро | Бронза |                                                                                                 |
| Југославија | Сједињене Државе | Западна Немачка |                                                                                                 |
| Милорад Кривокапић Дени Лушић Зоран Петровић Божо Вулетић Веселин Ђухо Зоран Роје Миливој Бебић Перица Букић Горан Сукно Томислав Пашквалин Игор Милановић Драган Андрић Андрија Поповић. | Крег Вилсон Кевин Робертсон Гари Фигуроа Питер Кембел Даглас Бурке Џозеф Варгас Џон Свендсен Џон Семан Ендру Макдоналд Том Шо Тери Шредер Џоди Кембел Кристофер Дорст . | Петер Рехле Томас Леб Франк Ото Рајнер Хоп Армандо фернандез Томас Хубер Јирген Шредер Рајнер Оселман Хаген Стам Роланд Фрунд Дирк Тисман Вернер Обшемкат |                                                                                                 |

## Земље учеснице
На турниру је учествовало 12 репрезентација које су у првој квалификационој фази биле подељене у три групе по четири репрезентације:
| Група А - Југославија - Канада - Кина - Холандија | Група Б - Бразил - Грчка - САД - Шпанија | Група Ц - Аустралија - Италија - Јапан - Западна Немачка |

## Прелиминарнна фаза

### Резултати по групама
Све утакмице прелиминарне фазе су игране у спортском комплексу Raleigh Runnels Memorial Pooly.

#### Група А
|    | Екипа       | Бодова | У | П | Н | И | Г+ | Г- | ГР  |
| -- | ----------- | ------ | - | - | - | - | -- | -- | --- |
| 1. | Југославија | 6      | 3 | 3 | 0 | 0 | 34 | 16 | +18 |
| 2. | Холандија   | 4      | 3 | 2 | 0 | 1 | 25 | 26 | -1  |
| 3. | Кина        | 2      | 3 | 1 | 0 | 2 | 21 | 27 | -6  |
| 4. | Канада      | 0      | 3 | 0 | 0 | 3 | 18 | 29 | -11 |

- 1. август

| Југославија | 13 - 4 | Канада    |
| Кина        | 8 - 10 | Холандија |

- 2. август

| Југославија | 12 - 7 | Кина   |
| Холандија   | 10 - 9 | Канада |

- 3. август

| Кина        | 6 - 5 | Канада    |
| Југославија | 9 - 5 | Холандија |

### Група Б
|    | Екипа            | Бодова | У | П | Н | И | Г+ | Г- | ГР  |
| -- | ---------------- | ------ | - | - | - | - | -- | -- | --- |
| 1. | Сједињене Државе | 6      | 3 | 3 | 0 | 0 | 32 | 17 | +15 |
| 2. | Шпанија          | 4      | 3 | 2 | 0 | 1 | 39 | 31 | +8  |
| 3. | Грчка            | 1      | 3 | 0 | 1 | 2 | 23 | 33 | -10 |
| 4. | Бразил           | 1      | 3 | 0 | 1 | 2 | 25 | 38 | -13 |

- 1. август

| Шпанија          | 19 - 12 | Бразил |
| Сједињене Државе | 12 - 5  | Грчка  |

- 2. август

| Шпанија          | 12 - 9 | Грчка  |
| Сједињене Државе | 10 - 4 | Бразил |

- 3. август

| Грчка   | 9 - 9  | Бразил           |
| Шпанија | 8 - 10 | Сједињене Државе |

### Група Ц
|    | Екипа           | Бодова | У | П | Н | И | Г+ | Г- | ГР  |
| -- | --------------- | ------ | - | - | - | - | -- | -- | --- |
| 1. | Западна Немачка | 6      | 3 | 3 | 0 | 0 | 35 | 18 | +17 |
| 2. | Аустралија      | 3      | 3 | 1 | 1 | 1 | 27 | 20 | +7  |
| 3. | Италија         | 3      | 3 | 1 | 1 | 1 | 27 | 23 | +4  |
| 4. | Јапан           | 0      | 3 | 0 | 0 | 3 | 15 | 43 | -28 |

- 1. август

| Италија         | 15 - 5 | Јапан      |
| Западна Немачка | 10 - 6 | Аустралија |

- 2. август

| Аустралија      | 8 - 8  | Италија |
| Западна Немачка | 15 - 8 | Јапан   |

- 3. август

| Јапан           | 2 - 15 | Аустралија |
| Западна Немачка | 10 - 4 | Италија    |

### Финална фаза

#### Група 1.
|    | Екипа            | Бодова | У | П | Н | И | Г+ | Г- | ГР  |
| -- | ---------------- | ------ | - | - | - | - | -- | -- | --- |
| 1. | Југославија      | 9      | 5 | 4 | 1 | 0 | 47 | 33 | +14 |
| 2. | Сједињене Државе | 9      | 5 | 4 | 1 | 0 | 43 | 34 | +9  |
| 3. | Западна Немачка  | 5      | 5 | 2 | 1 | 2 | 49 | 34 | +15 |
| 4. | Шпанија          | 4      | 5 | 1 | 2 | 2 | 42 | 46 | -4  |
| 5. | Аустралија       | 3      | 5 | 1 | 1 | 3 | 37 | 48 | -11 |
| 6. | Холандија        | 0      | 5 | 0 | 0 | 5 | 25 | 48 | -23 |

- 6. август

| Аустралија | 6 - 9 | Југославија |
| САД        | 8 - 7 | Холандија   |
| Шпанија    | 8 - 8 | З. Немачка  |

- 7. август

| САД         | 12 - 7 | Аустралија |
| Југославија | 10 - 9 | З. Немачка |
| Шпанија     | 8 - 4  | Холандија  |

- 9. август

| САД       | 8 - 7  | З. Немачка  |
| Холандија | 7 - 8  | Аустралија  |
| Шпанија   | 8 - 14 | Југославија |

- 10. август

| З. Немачка | 15 - 2  | Холандија   |
| Аустралија | 10 - 10 | Шпанија     |
| САД        | 5 - 5   | Југославија |

#### Група 2.
|     | Екипа   | Бодова | У | П | Н | И | Г+ | Г- | ГР  |
| --- | ------- | ------ | - | - | - | - | -- | -- | --- |
| 7.  | Италија | 9      | 5 | 4 | 1 | 0 | 63 | 14 | +49 |
| 8.  | Грчка   | 8      | 5 | 3 | 2 | 0 | 52 | 41 | +11 |
| 9.  | Кина    | 6      | 5 | 3 | 0 | 2 | 44 | 39 | +5  |
| 10. | Канада  | 3      | 5 | 1 | 1 | 3 | 40 | 48 | -8  |
| 11. | Јапан   | 2      | 5 | 1 | 0 | 4 | 30 | 55 | -25 |
| 12. | Бразил  | 2      | 5 | 0 | 2 | 3 | 40 | 52 | -12 |

- 6. август

| Кина    | 10 - 4 | Јапан  |
| Грчка   | 11 - 8 | Канада |
| Италија | 13 - 4 | Бразил |

- 7. август

| Грчка   | 14 - 7  | Јапан  |
| Италија | 11 - 8  | Кина   |
| Канада  | 10 - 10 | Бразил |

- 9. август

| Кина   | 11 - 9 | Бразил  |
| Канада | 8 - 5  | Јапан   |
| Грчка  | 8 - 8  | Италија |

- 10. август

| Јапан   | 9 - 8  | Бразил |
| Италија | 16 - 9 | Канада |
| Грчка   | 10 - 9 | Кина   |

## Коначна табела
| Позиција | Репрезентација            |
| -------- | ------------------------- |
|          | Југославија               |
|          | Сједињене Америчке Државе |
|          | Западна Немачка           |
| 4.       | Шпанија                   |
| 5.       | Аустралија                |
| 6.       | Холандија                 |
| 7.       | Италија                   |
| 8.       | Грчка                     |
| 9.       | Кина                      |
| 10.      | Канада                    |
| 11.      | Јапан                     |
| 12.      | Бразил                    |

| Олимпијски шампион у ватерполу 1984. |
| Југославија 2. титула                |